# Solar dos Ornelas

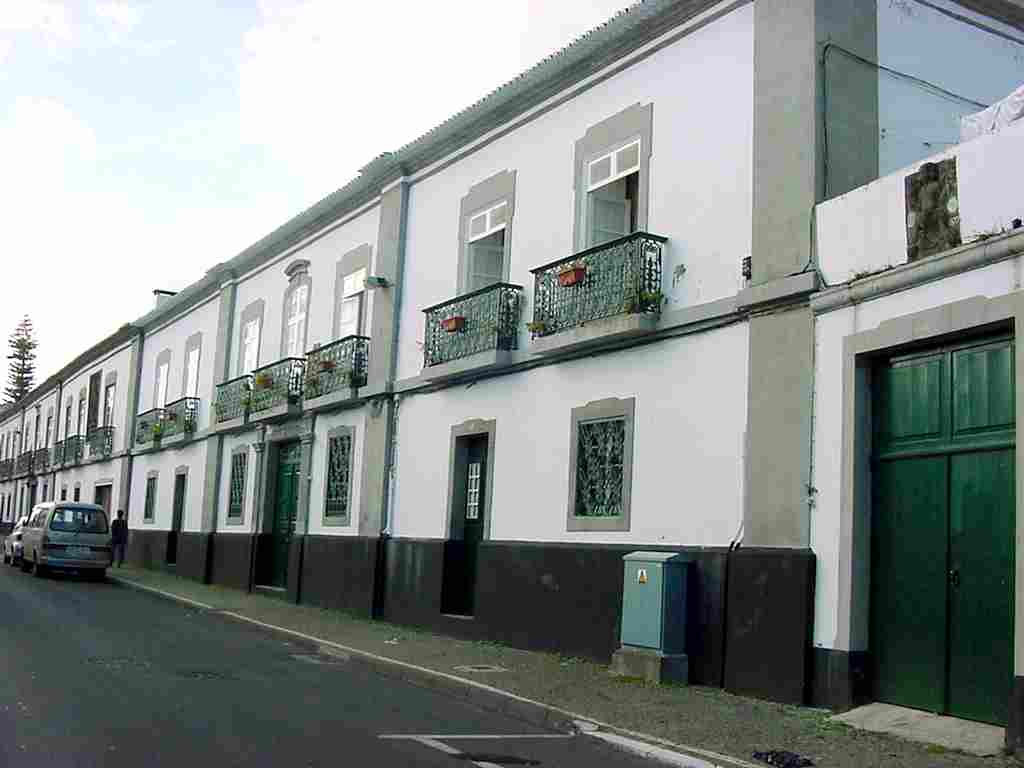
Solar da família Ornelas, Fachada.

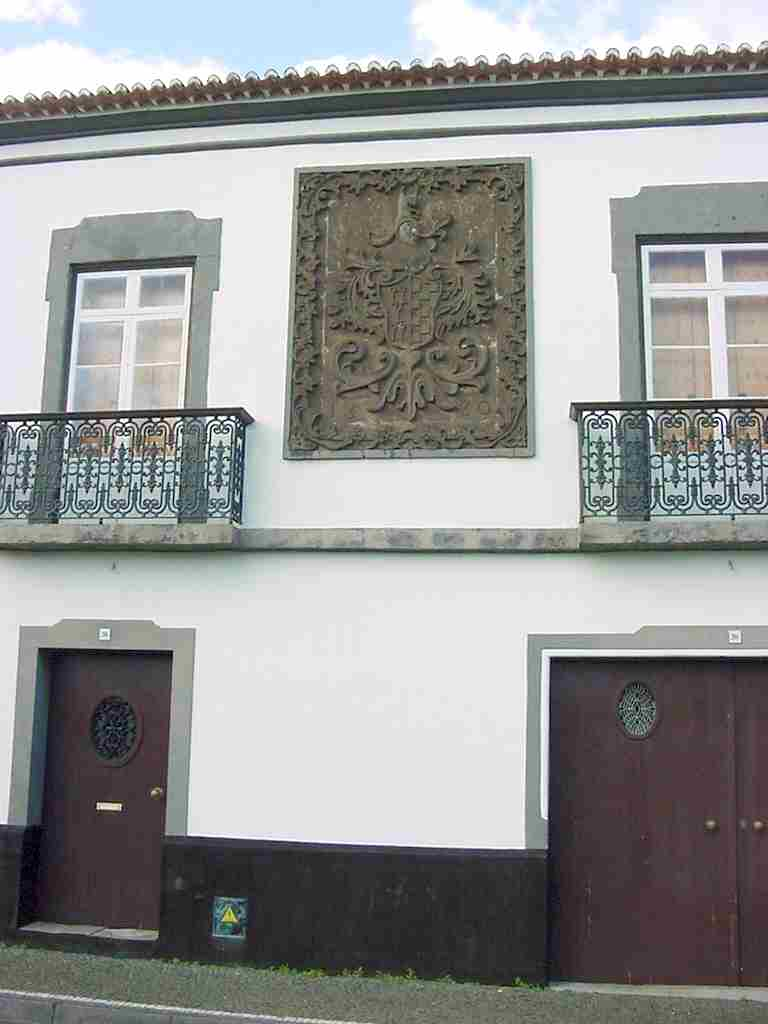
Brasão de Armas afixado no solar.

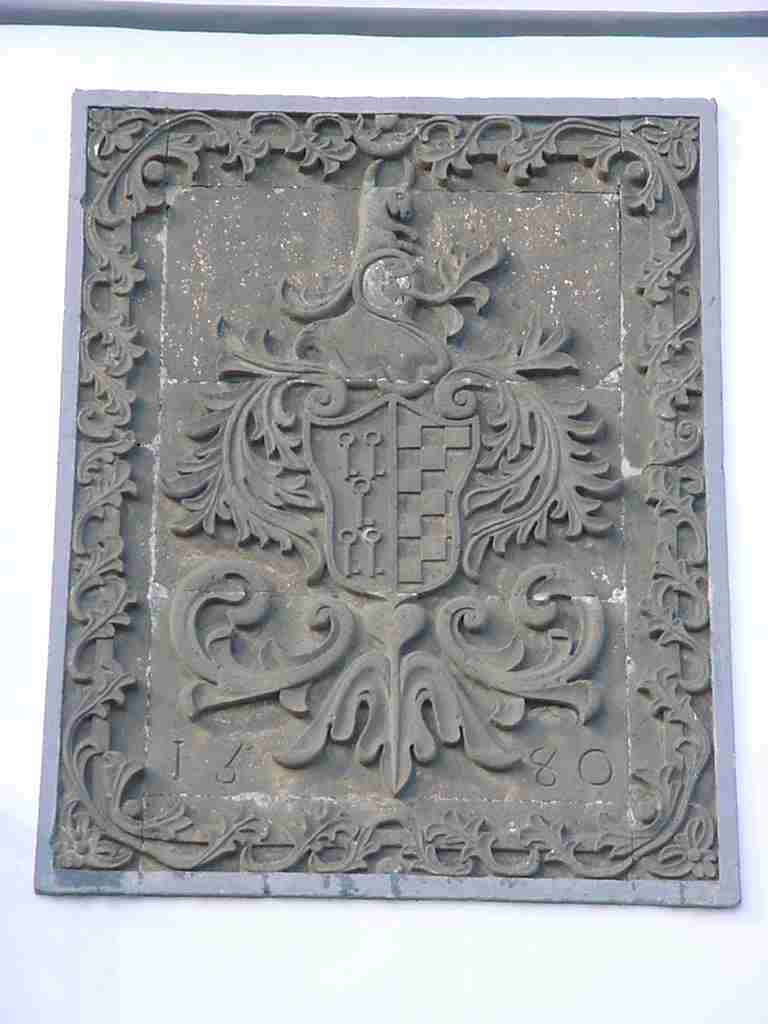
Brasão de Armas, pormenor.

O Solar dos Ornelas, é um solar português, localizado na ilha açoriana da Terceira, concelho de Angra do Heroísmo, freguesia de São Pedro.
Este solar tem sido ao longo dos séculos a residência da família Ornelas. Localiza-se junto à Rua do Meio de São Pedro, no limite da Centro Histórico de Angra do Heroísmo, quase às Portas de São Pedro.
Esta informação não está correta. A fotografia que mostra todo o Solar é do Solar/Palácio de São Pedro que nunca pertenceu nem foi residência da família Ornelas. Em meados do séc. XVIII já a família Seguier/Sieuve de Menezes vivia no Palácio de São Pedro. O Cap. José Luiz de Souza de Menezes de Lemos e Carvalho, neto de Bernardo de Carvalho e Lemos 8º Sr. da Casa da Trofa, foi sr. do Palácio de S. Pedro (Angra), ajudante de Campo do governador dos Açores, c.c. D. Benedita da Rocha de Sá Coutinho da Câmara, herdeira do dito Palácio de S. Pedro.